# Camille du Locle

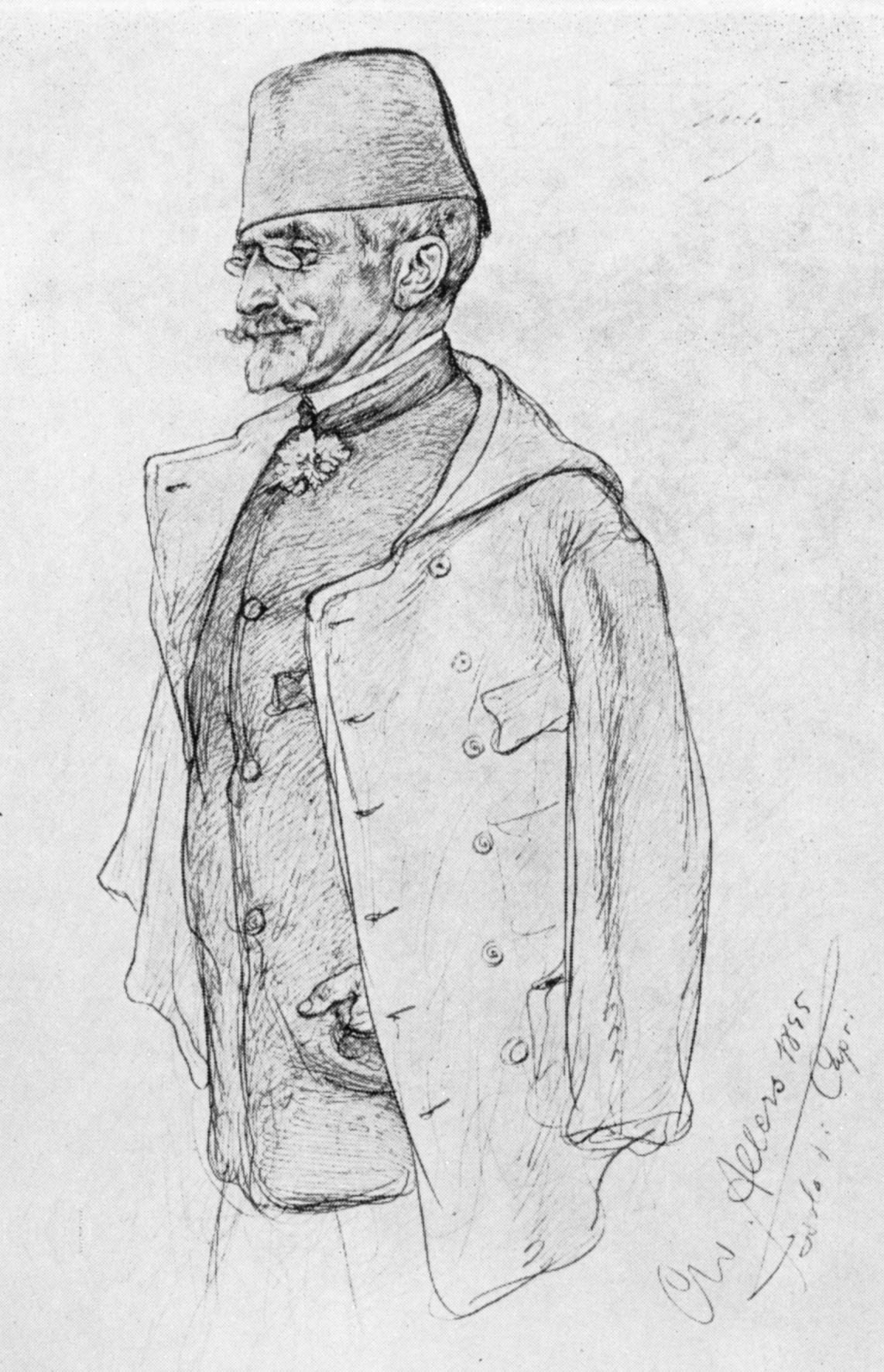
Camille du Locle (1895)

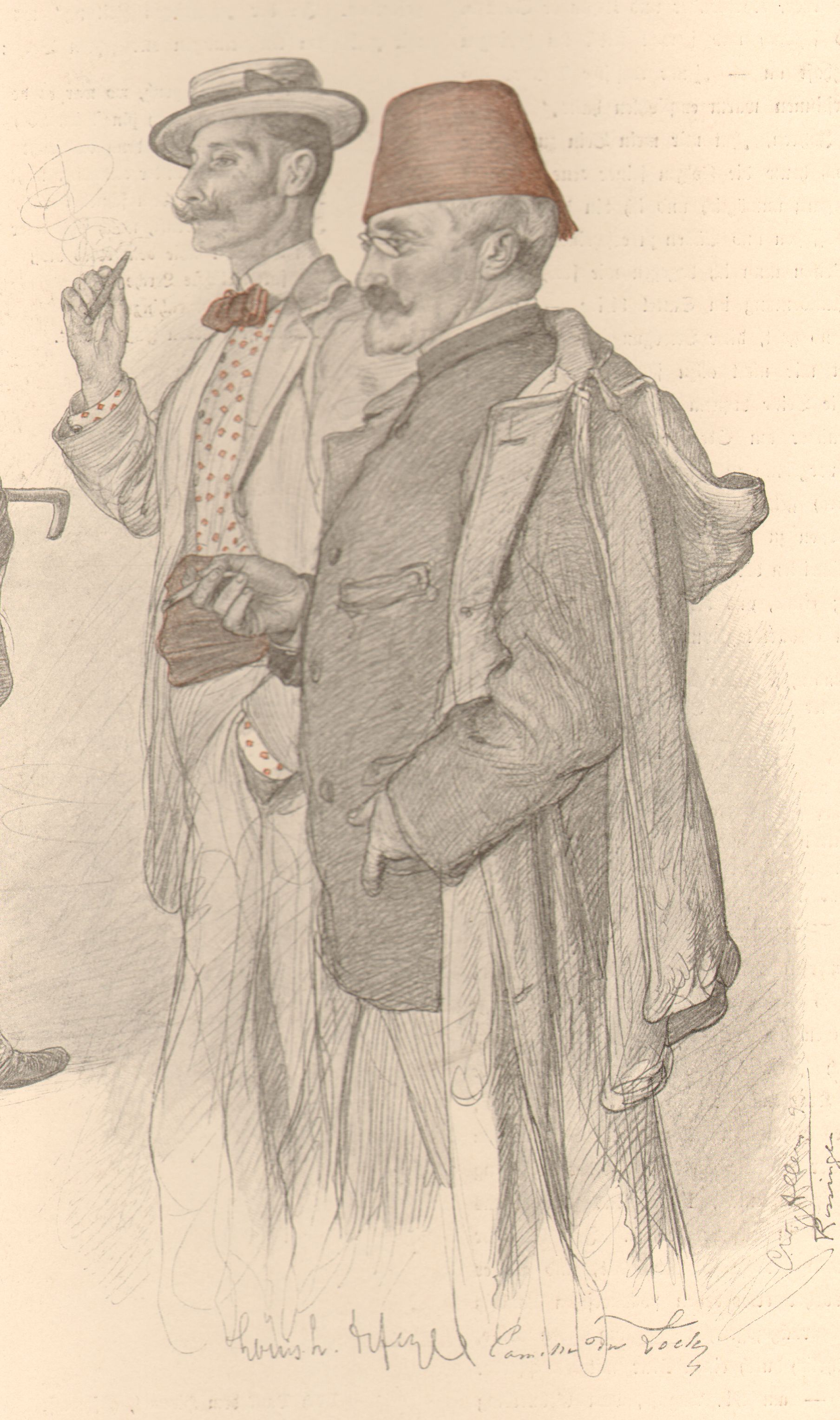
Camille du Locle (rechts; 1893)

Camille du Locle (* 16. Juli 1832 in Orange (Vaucluse); † 9. Dezember 1903 auf Capri) war ein französischer Theaterdirektor und Librettist.
Du Locle wurde 1869 Assistent seines Schwiegervaters Emile Perin, der Direktor der Pariser Oper war. Von 1870 bis 1874 leitete er gemeinsam mit Adolphe de Leuven die Opéra-Comique. In dieser Funktion gab er die Komposition von Georges Bizets berühmtester Oper Carmen in Auftrag, die 1875 hier uraufgeführt wurde.
Für Giuseppe Verdi schrieb er gemeinsam mit François Joseph Méry das Libretto der Oper Don Carlos. Seine Opern Simon Boccanegra und La forza del destino übersetzte er ins Französische. Bei der Entstehung der Oper Aida war du Locle der Vermittler zwischen dem Ägyptologen Auguste Mariette, der das erste Opernszenarium entworfen hatte, und Verdi.
Für den befreundeten Komponisten Ernest Reyer schrieb er gemeinsam mit Alfred Blau das Libretto zur Oper Sigurd, die in den 1860er Jahren entstand, aber erst 1884 uraufgeführt wurde.
1876 zog sich du Locle nach Capri zurück, wo er sich 1880 die Villa La Certosella baute, die heute als Hotel genutzt wird.